# Petrus en Pauluskerk in Jasenevo
De Petrus en Pauluskerk (Russisch:
Церковь Петра и Павла) is een Russisch-orthodoxe kerk in de Russische hoofdstad Moskou. De kerk is gelegen in het stadsdeel Jasenevo (Russisch: Ясенево) van het zuidwestelijke okroeg.

## Geschiedenis
De geschiedenis van de kerk in Jasenevo gaat terug tot de 14e eeuw. De huidige kerk werd echter gebouwd in de jaren 1751-1753. De kerk, gebouwd in laat-barokke stijl, werd gewijd aan de apostelen Petrus en Paulus. De oorspronkelijke kerk was het oostelijke deel van de huidige kerk, het kubusachtige volume met een achtzijdige tamboer met ramen, bekroond met een koepel. De latere aanbouw en toren zijn toevoegingen uit de eerste helft van de 19e eeuw. Op 9 juli 1822 trouwden de ouders van de schrijver Lev Tolstoj in deze kerk.

## Sovjet-periode
Tijdens de Sovjet-periode werd de kerk in 1930 onttrokken aan de eredienst en werden in het gebouw de producten van een staatsboerderij verkocht. Na een lange periode van verval werd de kerk in 1976 gerestaureerd. De kerk was echter niet toegankelijk voor het publiek en werd met een groot hek omheind.

## Heropening
In 1989 werd de parochie opgericht en vond overdracht van de kerk plaats aan de Russisch-orthodoxe Kerk.
Op 23 november 2009 vond in deze kerk onder grote belangstelling van publiek en media de begrafenis plaats van de door een onbekende persoon vermoorde priester, Daniil Syisoev. De priester stond bekend om zijn missionaire activiteiten onder moslims en maakte zich bij fanatieke moslims onbemind wegens zijn opmerkingen over de islam. Veel orthodoxe christenen geloven dat de priester in de toekomst heilig wordt verklaard.
Het centrale altaar van de kerk is gewijd aan de apostelen Petrus en Paulus, de twee zijaltaren zijn gewijd aan respectievelijk de Moeder Gods van het Teken en de Heiligen Barbara en Sergius.